# 레우코클로리디움 파라독섬
레우코클로리디움 파라독섬(영어: Green-banded broodsac)은 기생편형동물이다. 학명은 "Leucochloridium paradoxum"이다. 중간 숙주는 달팽이이며, 주로 Succinea속에 기생한다. 눈자루를 채운 뒤 초록색 줄무늬를 띄며 규칙적으로 진동해 최종 숙주인 새를 유혹한다. 이는 새의 먹이인 모충을 흉내낸 것이다. 성충은 새의 배설강에서 생활하며 알과 대변을 통해 배출된다.

## 생활사
Leucochloridium에 속하는 종들은 비슷한 생활사를 공유하며, 새와 달팽이에 기생하며 달팽이가 제1, 제2중간숙주에 모두 해당하기 때문에 전형적인 흡충류와 비교하면 생략된 생활사를 가진다.

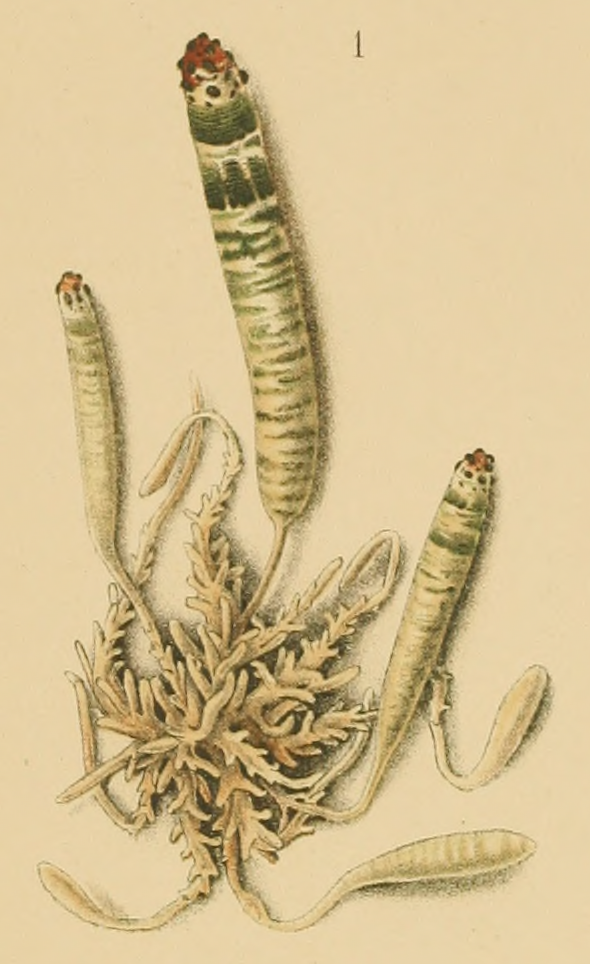
낭상충(Sporocyst). 가장 큰 줄기(Stalk)는 짧게 그려진다. 피낭유충(Metacercaria)가 가장 낮은 줄기 따라 통과하고 있다.
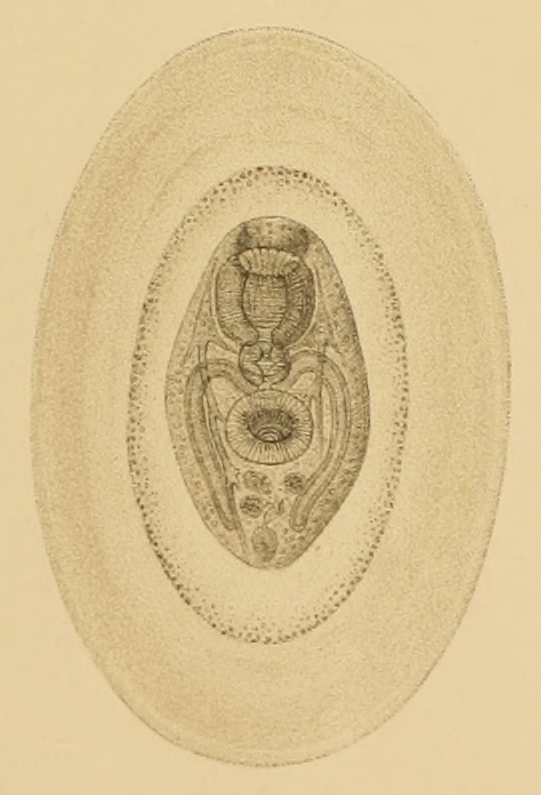
성숙한 메타셀카리아가 최종 숙주로 전달될 준비를 마친상태이다. 두꺼운 털에 주목하라.
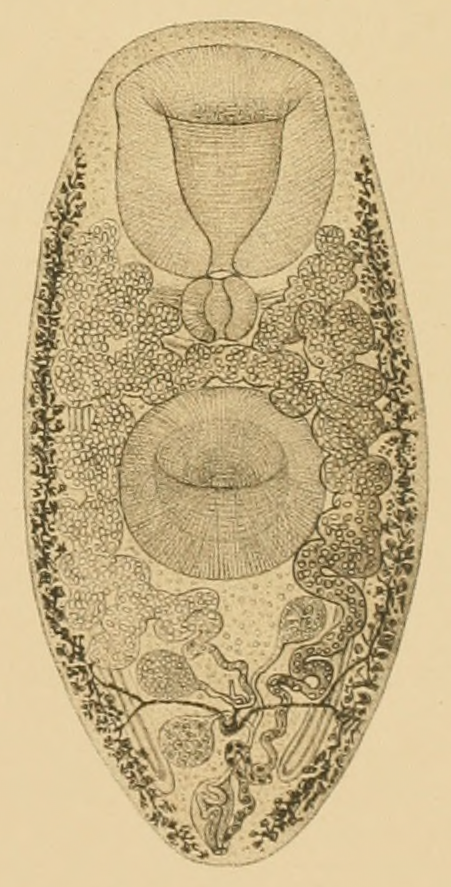
성충은 최종 숙주인 조류의 배설강에서 찾아진다. 중요한 두개의 흡반에 주목하라.

달팽이에게 섭취된 충란은 중장에서 섬모유충(Miracidium)으로 부화하고 다음 단계인 낭상충으로 발달한다. 성숙한 낭상충은 혈강을 통해 뻗어나간 하나의 가지를 구성하고 달팽이를 5배 이상 무겁게 만들 수 있다. 몇몇 가지는 긴 관 형태로 발달하지만 이들은 발달 상태에서 엇갈려 보통 2~3개만 동시에 성숙한다. 달팽이의 촉수는 하나 또는 둘 모두 성숙한 L. paradoxum으로 가득 차 외형이 변한다. 촉수는 팽창되고 내부에선 규칙적으로 진동하며,  다채롭고, 줄무늬로 이뤄진 모충 같은 곤충 애벌레의 외형으로 의한 L. paradoxum을 관찰할 수 있다. 이것은 다음 숙주인 식충성 조류로하여금 달팽이를 포식하도록 유도한다. 사육 상태에서의 관찰에 따르면 새들은 먹기 전에 달팽이의 L. paradoxum을 찢는 것으로 나타났고 이 과정에서 달팽이는 생존할 수도 있었다. 또한 촉수에서 자발적으로 터져나온 L. paradoxum은 규칙적으로 진동하며 한시간 동안 생존할 수 있으며, 새는 이를 먹음으로서 감염될 수 있다.
기저부에서 낭상충은 많은 무성의 꼬리 없는 유미유충(Cercaria)을 생산한다. 유미유충은 낭상충 안에서 피낭유충(Metacercaria)로 직접적으로 발달해 주위에 두꺼운 점액질 털을 형성한다. 성숙한 피낭유충는 1.2 × 0.8㎜인 타원형이고, 일반적으로 100~250마리의 피낭유충이 L. paradoxum에 축적된다. L. paradoxum이 새에게 먹혀 피낭유충이 위장관계을 따라 통과하면 피낭유충이 배설강에 자리잡는다. 피낭유충은 점액질 털을 잃으며 약 1.5 ㎜ 길이의 성충으로 발달한다. 이 형태는 배설강의 벽에 고정시키는 흡반을 두개 가지고, 배면은 매끄럽다. 성충은 자웅동체이고 새의 대변에 충란을 배출한다. 이를 달팽이가 섭취함으로서 생활사가 완료된다.
러시아의 연구에 따르면 달팽이는 여름과 봄에 감염됐다. 결과적으로 낭상충은 봄 내내 감염성 피낭유충을 생성했지만, 그 후 늦여름에 죽었다. 조류 숙주 내부에서, 성충 단계의 생애는 몇 주에서 몇 달로 추정된다.

## L. paradoxum과 감염된 달팽이의 행동
L. paradoxum의 진동은 온도에 따라 보통 분당 40~75회 정도이지만 어둠 속에서는 진동하지 않는다.  Succinea putris가 숙주인 한 연구에 따르면 기생당한 달팽이는 밝은 곳일 수록 오래 머물렀고 더 높은 초목에 자리를 잡았으며, 더 많은 이동성을 띄었다. 관찰 기간 45분 동안 감염된 달팽이의 경우 완전히 노출된 상태로 53%가 남아있었지만, Leucochlolidium 기생충에 감염되지 않은 대조군의 경우 오직 28%만이 남아있었다. 감염된 달팽이의 경우 적어도 한 해는 생존할 수 있고, 촉수 끝의 눈은 계속 사용할 수 있다.. 다른 Leucochlolidium 종에 감염된 달팽이는 계속해서 생식하는 것으로 보고되지만, L. paradoxum은 때때로 생식 기관의 축소를 보인다.
낭상충의 외형과 행동은 공세적 모방의 한 경우로, 숙주가 먹이와 약간 비슷한 기생충을  포식함으로써 감염된다. 이것은 의태한 생물이 속은 동물을 잡아 먹는 다른 대부분의 공세적 모방과는 다르다.

## 분류학
오래된 문학에서 L. paradoxum은 L. macrostomuum으로 지칭될 수 있으며, 이는 루돌피가 1803년 묘사한 나중에 Distomum macrostomum으로 재명명되는 Fasciola distomum에서 유례된 것이다. 그후, L. paradoxum은 다른 종인 것으로 나타났고, 현재 루돌피의 종들은 Urogonimus 속이다. Leucochloridium heckerti Kagan, 1951 is also considered a synonym of L. paradoxum.

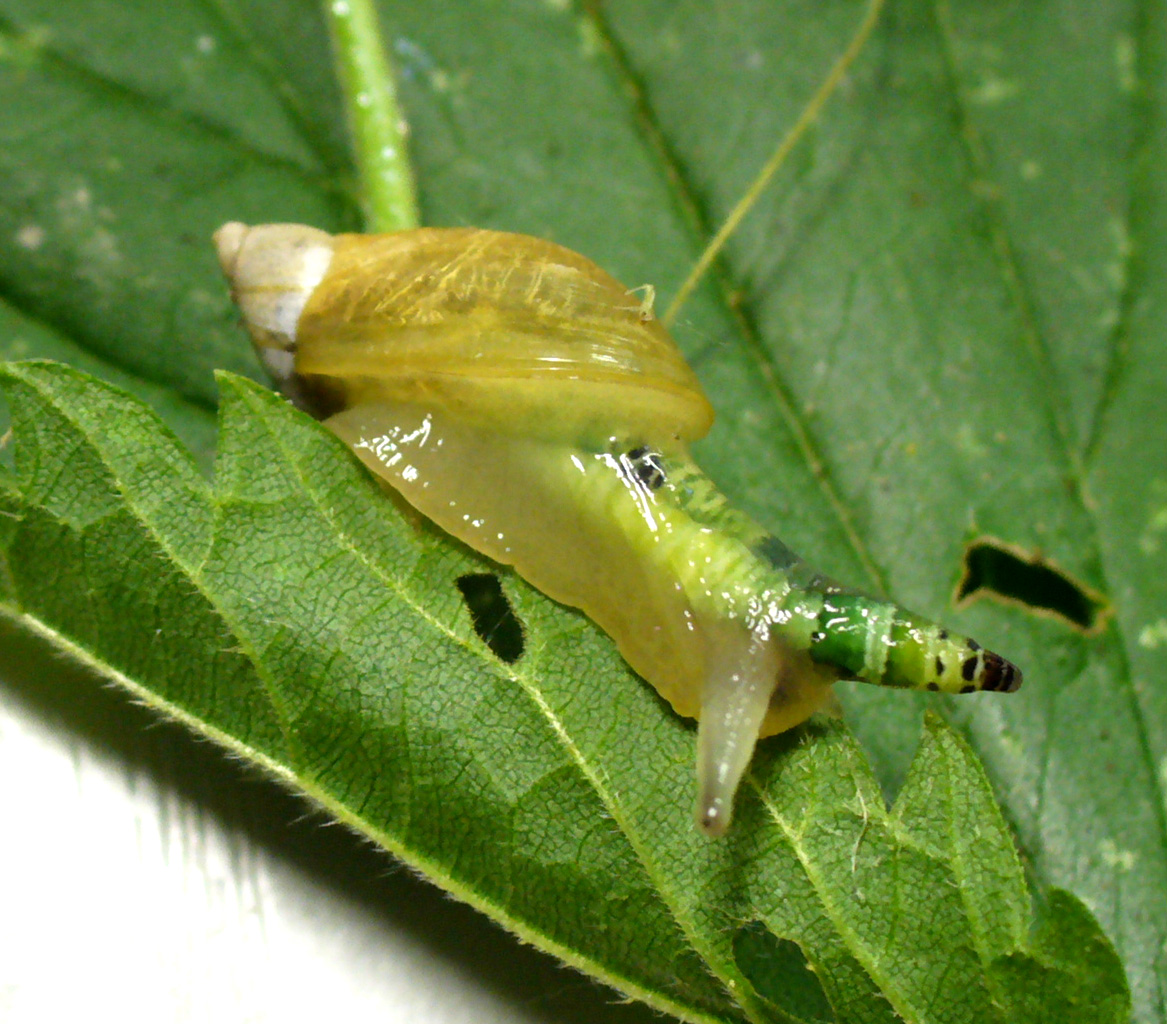
왼쪽 촉수 안에 레우코클로리디움 파라독섬이 있는 달팽이 Succinea putris

## 식별
Leucochloridium종들을 구하는 가장 쉬운 방법은 숙주 달팽이의 촉수 안 흡충의 외형을 보는 것이다. L. ppradoxum은 짙은 갈색과 검은 반점을 가지는 녹색 띠를 가지고 있으며, 끝은 암갈색 또는 적갈색이다. 오늘날 이러한 식별 방법은 리보솜 DNA(llang|en|rebosomal DNA)를 시퀀싱 하는 것으로 뒷받침 될 수 있다. 달팽이는 여러 종류의 Leucochloridium 종들에게 감염될 수 있다.
새의 배설강에서 찾아지는 성충은 덜 알려졌기 때문에 구별하기 어렵다.

## 서식지
L. paradoxum은 중간숙주로 자주 이용되는 Succinea 달팽이를 찾을 수 있는 습지 같은 습한 구역에서 발견된다.

## 분포

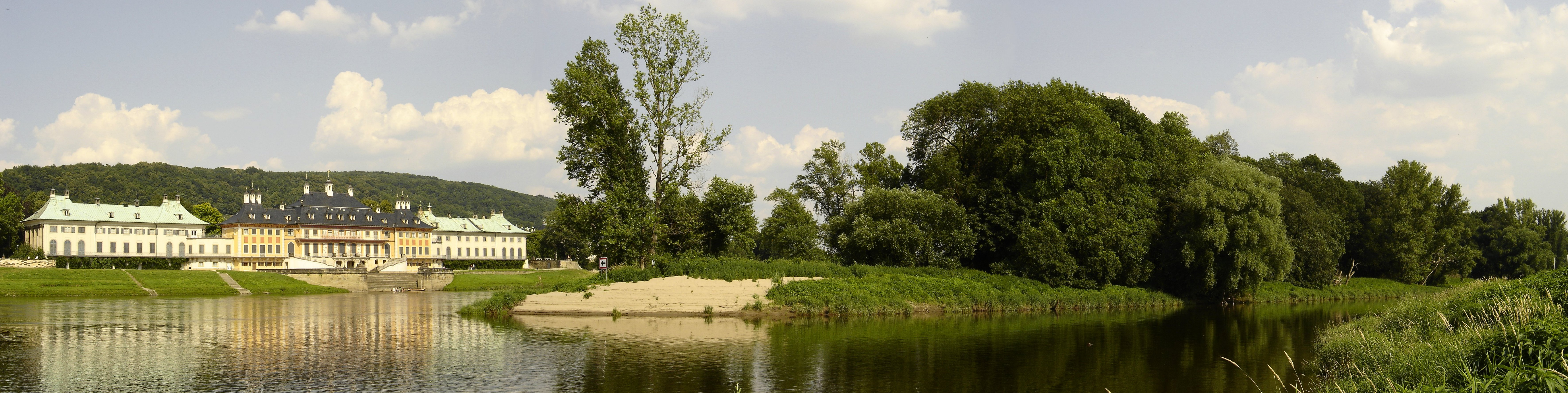
모식산지인 필니츠 엘베강에 있는 섬

L. paradoxum은 원래 필니츠의 엘베강에 있는 섬에서 채집된 낭상충 단계를 기반으로 서술되었다. 알려진 다른 산지로는 폴란드, 벨라루스, 러시아의 상트페테르부르크, 덴마크, 스웨덴, 노르웨이, 네덜란드, 영국, 일본이 있다. 태평양 로빈슨 크루소 섬의 Leucochloridium 종에 감염된 토착 세미 슬러그(semi-slug) 종이 남반구에서의 유일한 발견 기록이다.

## 숙주
중간숙주:
- Succinea putris[12]
- Succinea lauta[16]
- Omalonyx gayana[17]

최종 숙주:
- 새
  - 얼룩말 핀치 (Taeniopygia guttata) - 실험적[17]